# 印度的土耳其人
印度的土耳其人，是指來自土耳其的移民和他們的後裔。
在1961年有58人以土耳其語為母語，根據2001年人口普查，有126位土耳其人出生於印度。
在2010年年初土耳其總理阿卜杜拉·居爾進行國事訪問，會見了生活在印度的土耳其人和發放印地文，土耳其文字典給在印度學校上學的土耳其學生。